# Parc Nacional Suís
El Parc Nacional Suís (romanx: Parc Naziunal Svizzer; alemany: Schweizerischer Nationalpark; italià: Parco Nazionale Svizzero; francès: Parc National Suisse) se situa als Alps Rètics Occidentals, a l'est de Suïssa. Es troba dins del cantó dels Grisons, entre Zernez, S-chanf, Scuol, i el Pas de Fuorn a la vall d'Engiadina, a la frontera amb Itàlia.

## Descripció
Va ser fundat l'1 d'agost de 1914, la diada nacional de Suïssa. Va ser un dels primers parcs nacionals d'Europa. És l'únic Parc Nacional a Suïssa, tot i que hi ha projectes per a crear-ne més.
Al parc, està prohibit deixar nous camins marcats, fer foc, perjudicar la flora i la fauna i emportar-se qualsevol cosa del parc. No hi poden entrar gossos, encara que vagin lligats; i no es pot dormir fora de la Chamanna Cluozza (el refugi de muntanya del parc) o de l'Hotel Parc Naziunal Il Fuorn. Gràcies a aquestes normes tan estrictes, el Parc Nacional Suís és l'únic parc dels Alps que ha estat categoritzat per la Unió Internacional per a la Conservació de la Natura (UICN) com a reserva natural estricta, el màxim nivell de protecció.
A Zernez hi ha un centre d'informació per als visitants. La carretera que travessa el parc passa pel pas de Fuorn (o Ofenpass) cap al Tirol del Sud, a Itàlia.

## Galeria

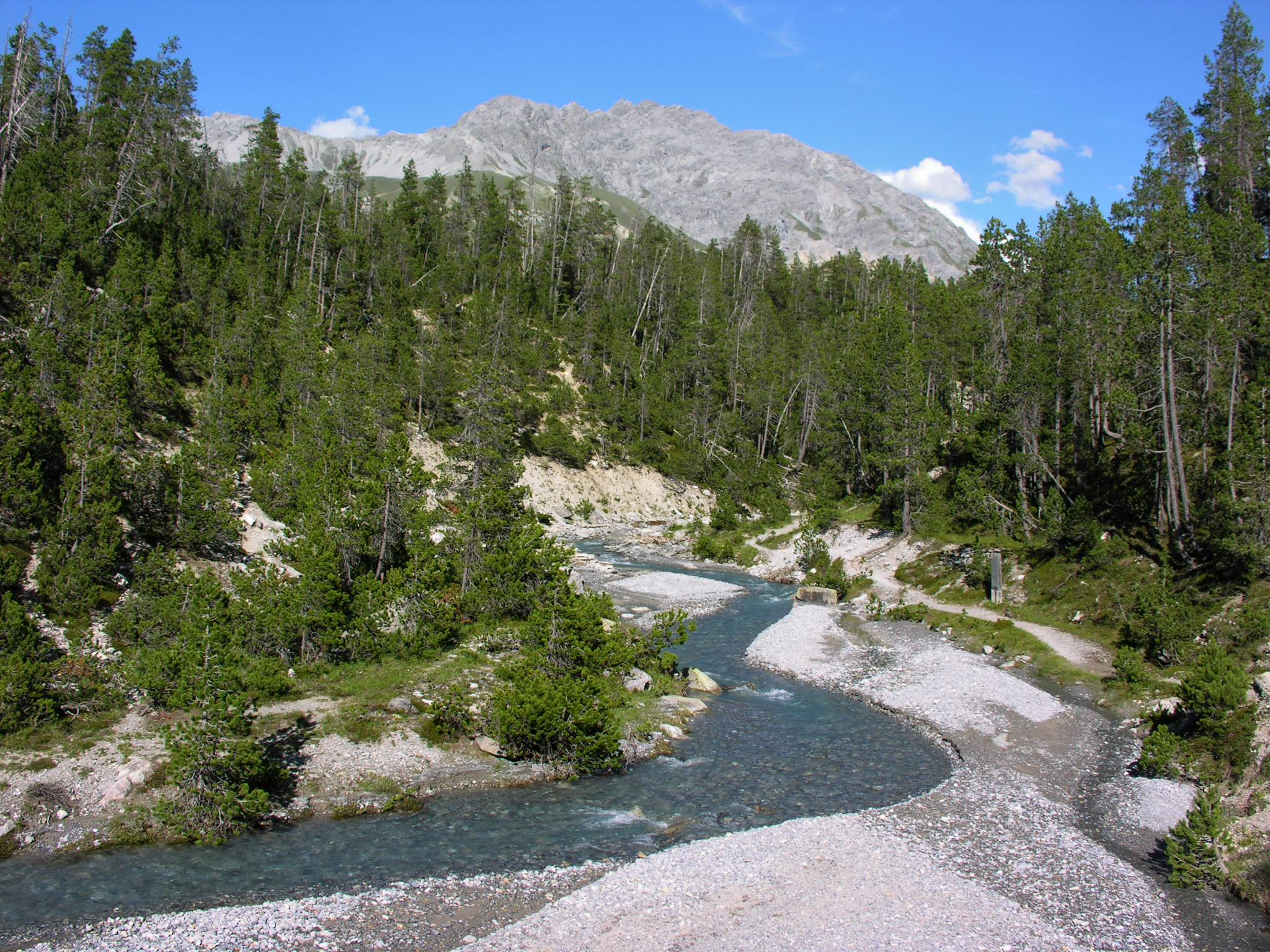
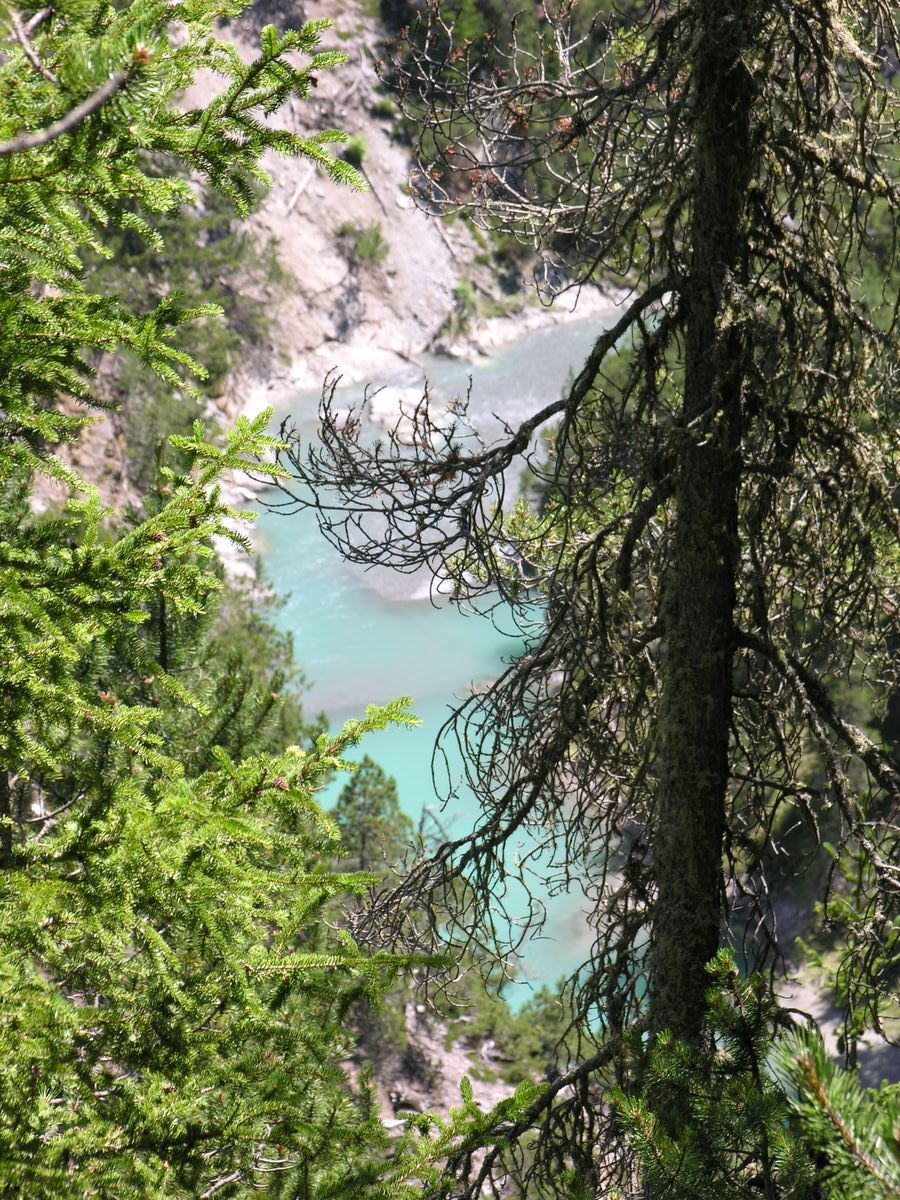
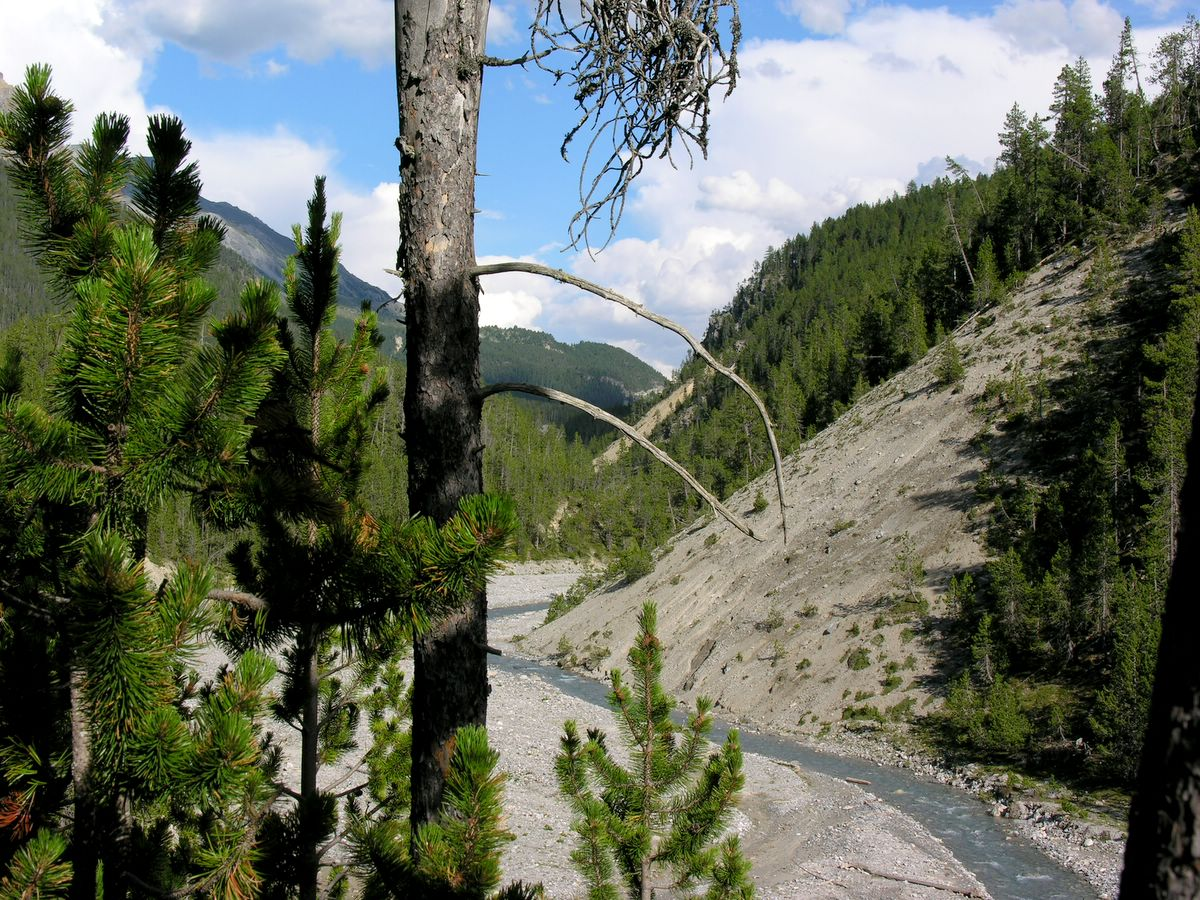
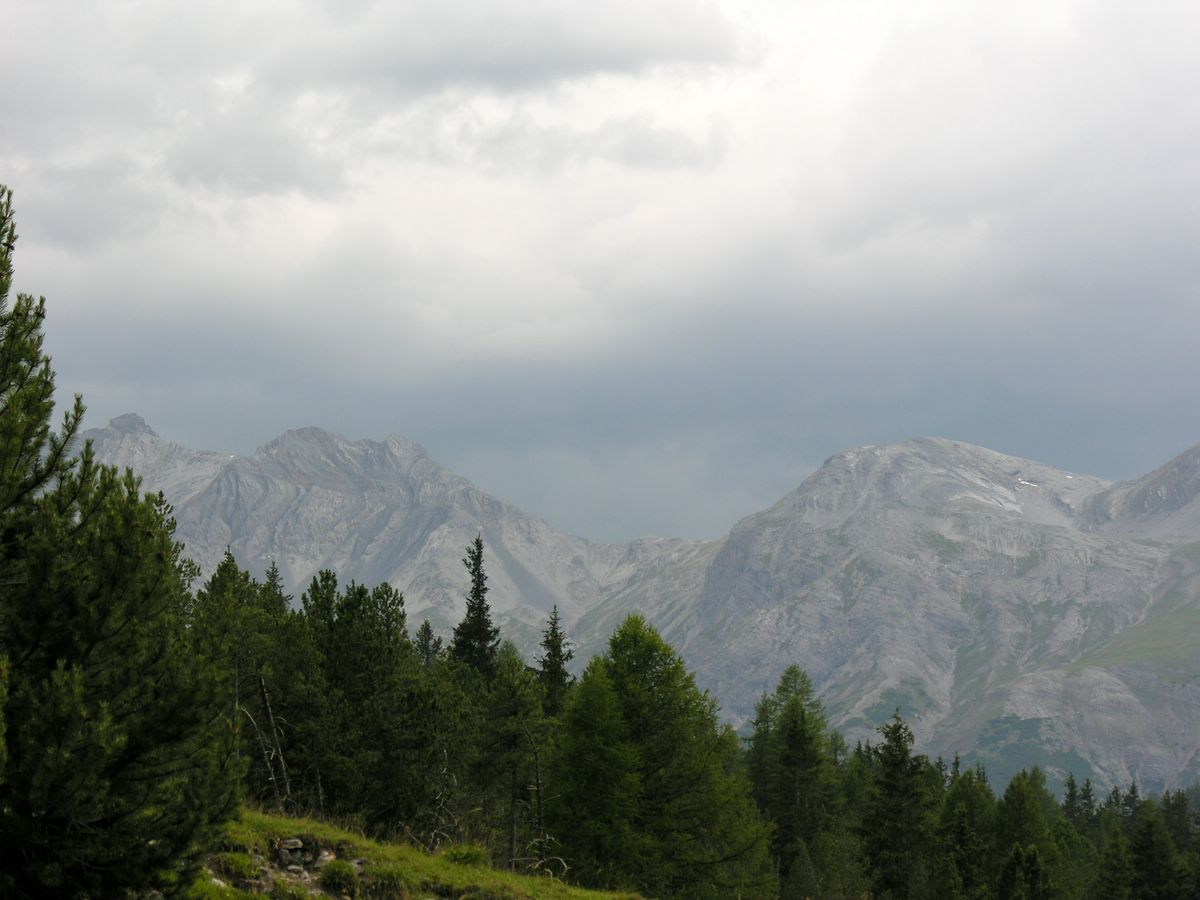
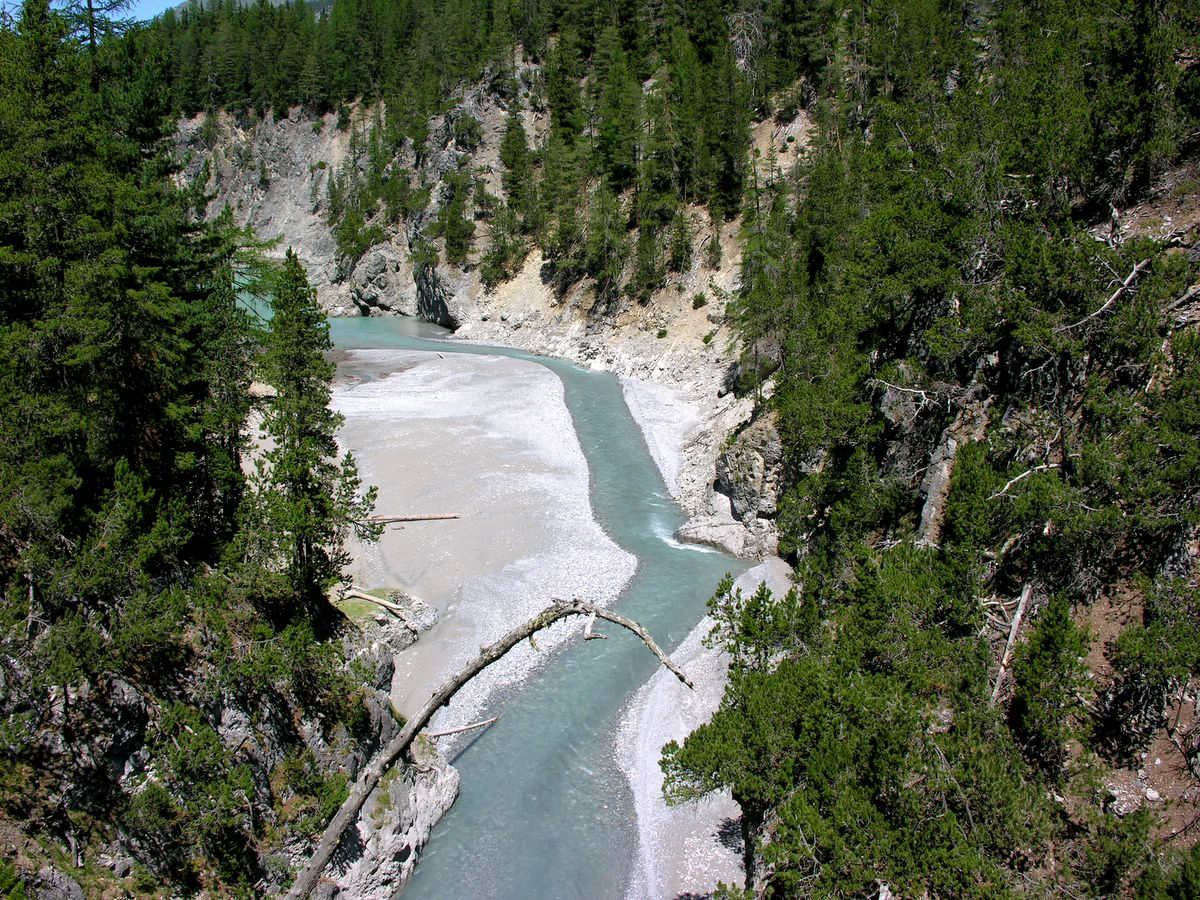
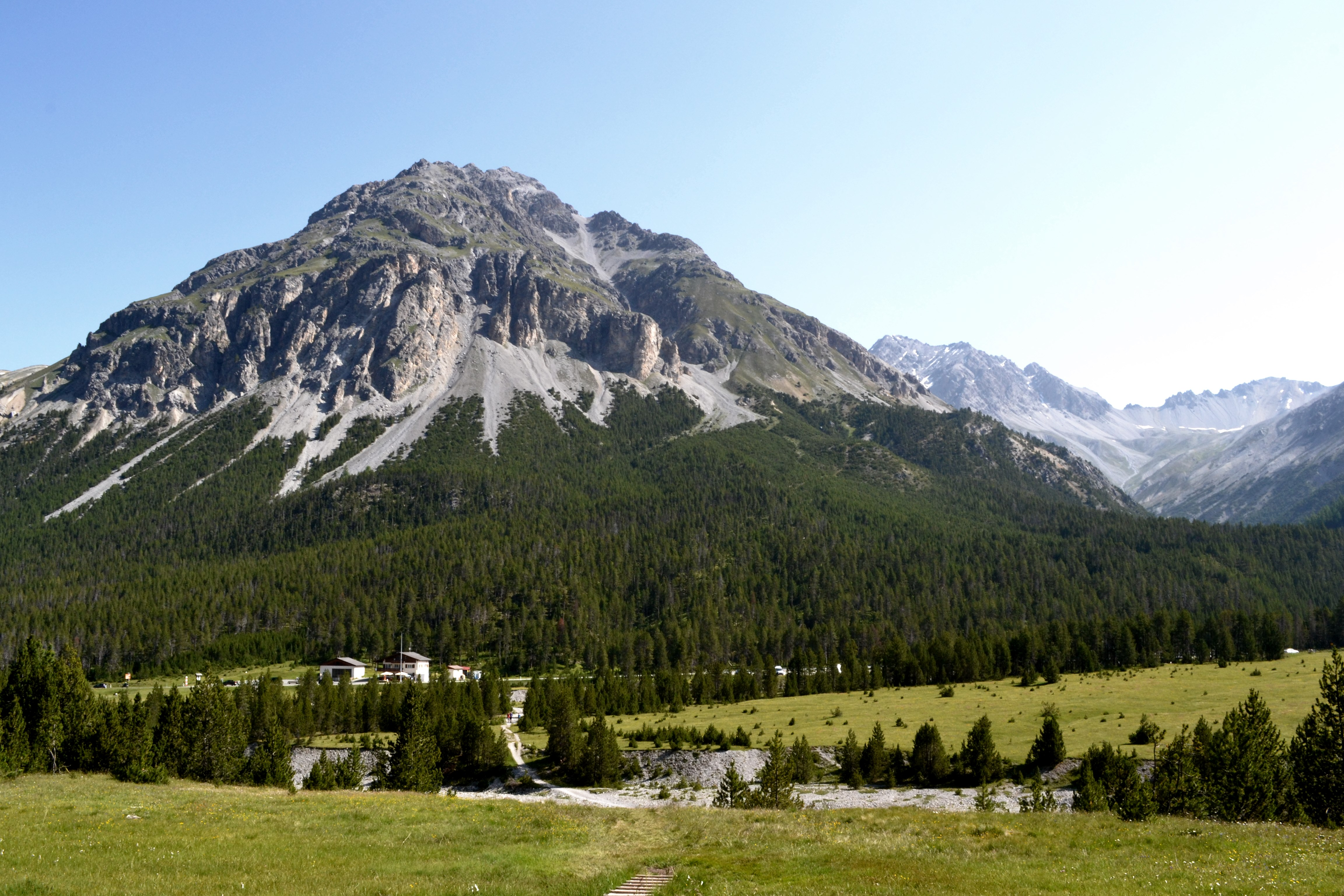
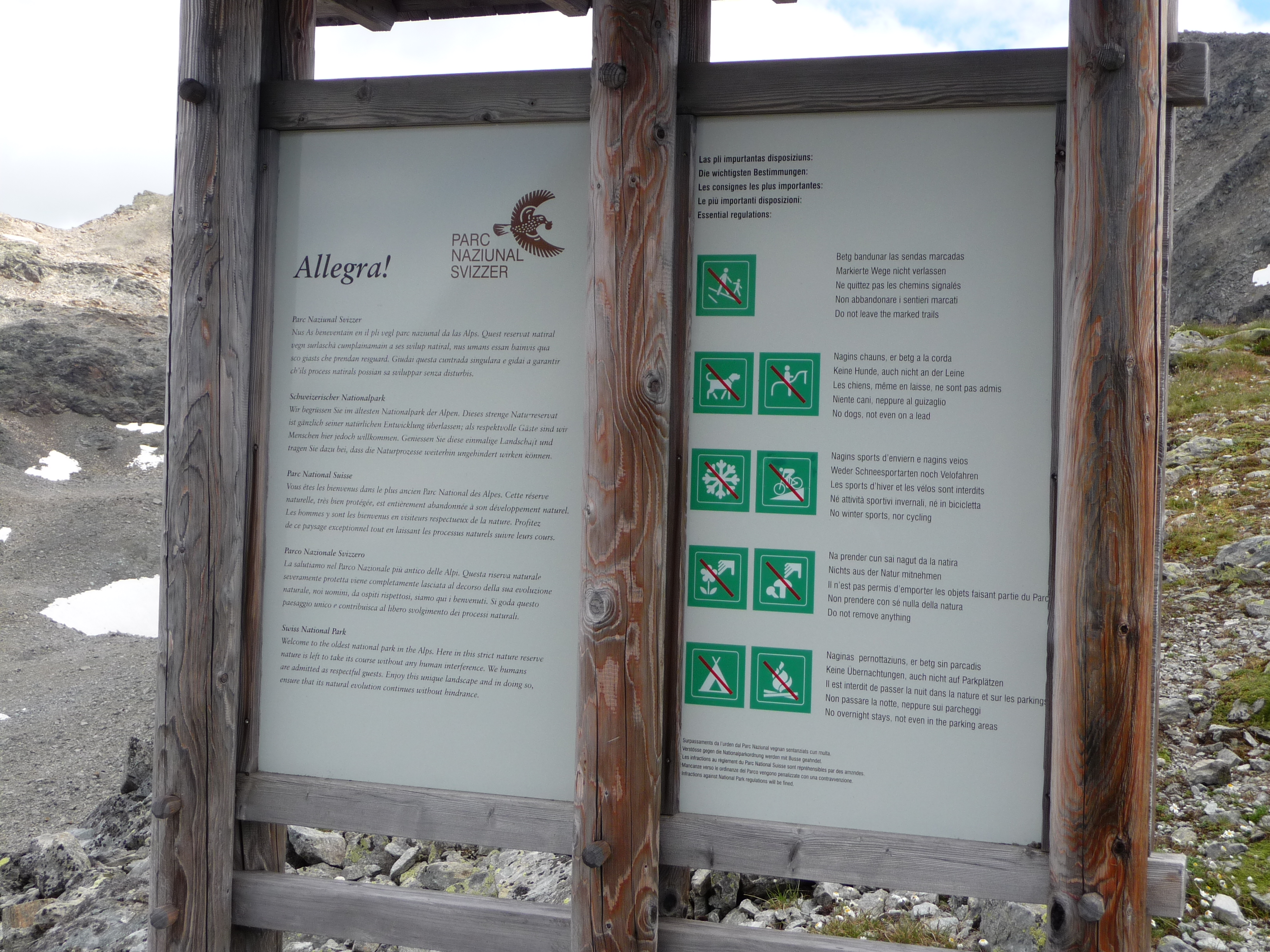

## Cims notables
- Piz Pisoc, 3173 m.
- Piz Quattervals, 3165 m.
- Piz da l'Acqua, 3126 m.
- Piz Chaschauna, 3071 m.